# 栄町 (前橋市)
栄町（さかえちょう）は、群馬県前橋市の旧町名である。
現在の城東町一丁目、城東町二丁目、城東町五丁目の各一部にあたる。1966年（昭和41年）の住居表示の実施により、城東町一丁目、城東町二丁目、城東町五丁目の各一部となった。

## 地理
前橋市の中部に位置していた。

## 歴史
1928年（昭和三年）からの地名である。
1966年（昭和41年）の住居表示の実施に伴う町名変更により、城東町一丁目、城東町二丁目、城東町五丁目の各一部となり消滅した。

### 年表
- 1928年 一毛町字中川台、同町字北島原の一部から栄町が成立。
- 1966年 住居表示の実施に伴う町名変更により、城東町一丁目、城東町二丁目、城東町五丁目、千代田町三丁目、住吉町二丁目の各一部となり消滅。